# Zoë Sedney
Zoë Frederique Sedney (Zoetermeer, 15 december 2001) is een Nederlandse atlete die zich heeft toegelegd op de horden en de sprint. Zij is de jongere zus van atlete Naomi Sedney.

## Biografie

### 2017: Drie medailles op het EJOF
Sedney startte op vijfjarige leeftijd met atletiek bij ARV Ilion in Zoetermeer. Tot haar veertiende combineerde ze atletiek met hockey bij hockeyclub MHCZ in Zoetermeer. Op vijftienjarige leeftijd besloot zij zich uitsluitend op atletiek te concentreren, een beslissing die zijn vruchten afwierp met kwalificaties op vier individuele onderdelen (100 m, 200 m, 400 m en 100 m horden) op het Europees Jeugd Olympisch Festival in Győr, Hongarije in 2017. Ze nam uiteindelijk deel aan de 200 m en 100 m horden en won een gouden medaille op beide onderdelen. Op dezelfde wedstrijd maakte ze ook deel uit van het Nederlandse estafetteteam (Sedney, Minke Bisschops, Suzanne Libbers en Anna Roelofs), dat op de 4 × 100 m estafette een zilveren medaille won.

### 2018: Zilver op de EK U18
In 2018 ging Sedney terug naar Győr, dit keer om deel te nemen aan de Europese kampioenschappen U18. Zij won hier een zilveren medaille op de 100 m horden in 13,34.

### 2019: Zilver op de EK U20
In 2019 kreeg Sedney te maken met een hamstringblessure. Dit bemoeilijkte haar voorbereiding op de Europese kampioenschappen U20 in Boras, Zweden. Ze kwam individueel uit op de 200 m, waar ze eindigde op de tiende plaats. Daarnaast maakte ze deel uit van het 4 × 100 meter estafetteteam (Bisschops, Sedney, Demi van den Wildenberg en N'ketia Seedo), waarmee ze een zilveren medaille won. 

### 2020: Laatste jaar als juniore
2020 was het laatste jaar voor Sedney als juniore. Ze sloot haar juniorentijd af met drie nationale juniorentitels op de 100 m horden, 100 m en 200 m. Atletiek Statistiek noemde haar "de ongekroonde koningin van de nationale juniorkampioenschappen". Sedney werd twintig keer nationaal juniorenkampioene en won drie keer zilver en twee keer brons tijdens haar jeugd.

### 2021: EK indoor + EK U23 + OS
In 2021 nam Sedney deel aan haar eerste internationale seniorentoernooi op de Europese Indoorkampioenschappen in Toruń, Polen. Daar bereikte ze de finale van de 60 m horden en eindigde als zevende in 8,00 s. In de zomer van 2021 nam zij deel aan de 100 m horden tijdens zowel de Europese kampioenschappen U23 in Tallinn, Estland als tijdens haar eerste Olympische Spelen in Tokio, Japan. In het EK U23 eindigde zij als vierde in 13,14. Op de Olympische Spelen eindigde Sedney als zevende in haar serie in 13,03. Dit was onvoldoende voor een plek in de halve finales. Ze had in de series de 24ste tijd in totaal.

## Nederlandse kampioenschappen
Indoor
| Onderdeel   | Jaar |
| ----------- | ---- |
| 200 m       | 2018 |
| 60 m horden | 2022 |

## Persoonlijke records
Outdoor
| Onderdeel    | Prestatie          | Datum            | Plaats            |
| ------------ | ------------------ | ---------------- | ----------------- |
| 100 m        | 11,30 s (+0,8 m/s) | 24 juni 2022     | Apeldoorn         |
| 200 m        | 23,27 s (+0,2 m/s) | 27 mei 2023      | Oordegem          |
| 400 m        | 52,02 s            | 14 juli 2023     | Espoo             |
| 100 m horden | 12,83 s (+1,5 m/s) | 14 augustus 2021 | La Chaux-de-Fonds |

Indoor
| Onderdeel   | Prestatie | Datum            | Plaats    |
| ----------- | --------- | ---------------- | --------- |
| 60 m        | 7,34 s    | 18 februari 2023 | Apeldoorn |
| 200 m       | 23,71 s   | 10 februari 2019 | Apeldoorn |
| 60 m horden | 7,95 s    | 2 maart 2022     | Madrid    |

## Palmares

### 60 m
- 2023: 5e NK indoor - 7,34 s

### 100 m
- 2022:  NK - 11,32 s (-0,1 m/s)

### 200 m
- 2017:  EJOF in Györ - 23,74 s
- 2018:  NK indoor - 24,19 s
- 2019: 10e EK U20 - 23,93 s

### 400 m
- 2023: 5e NK - 53,71 s
- 2023: 4e EK U23 in Espoo - 52,02 s

### 60 m horden
- 2020:  NK indoor - 8,18 s
- 2021:  NK indoor - 7,98 s
- 2021: 7e EK indoor – 8,00 s
- 2022:  NK indoor - 7,98 s
- 2022: 6e WK indoor – 8,07 s (in ½ fin. 7,95 s)
- 2023: 6e in ½ fin. EK indoor - 8,06 s

### 100 m horden
- 2017:  EJOF - 13,37 s
- 2018:  EK U18 - 13,34 s
- 2020:  NK – 13,30 s (+0,9 m/s)
- 2021:  Ter Specke Bokaal - 13,26 s (+0,0 m/s)
- 2021:  NK - 13,13 s (+0,0 m/s)
- 2021: 4e EK U23 - 13,14 s
- 2021: 7e in serie OS - 13,03 s
- 2022:  NK - 13,09 s (+0,0 m/s)
- 2022: 6e in serie WK - 13,38 s (-0,4 m/s)
- 2022: 7e in ½ fin. EK - 13,42 s (+0,1 m/s)

Diamond League-resultaten
- 2020: 5e Qatar Athletic Super Grand Prix - 13,24 s (+1,1 m/s)

### 4 × 100 m
- 2017:  EJOF - 46,05 s
- 2019:  EK U20 - 44,21 s
- 2022: 6e in serie WK - 43,46 s
- 2022: 5e EK - 43,03 s

Diamond League-resultaten
- 2023:  Athletissima - 43,18 s